# Moorfields
Moorfields i London var ett av de sista områdena med öppen mark inom City of London. Mycket av marken exploaterades 1777 när Finsbury Square färdigställdes, och resten av området bebyggdes under efterföljande årtionden.
Moorfields var platsen för den första flygningen med gasballong i England (och den första utanför Frankrike), när italienaren Vincenzo Lunardi flög med Moorfields som uppstigningsplats den 15 september 1784.
Författaren till Robinson Crusoe, Daniel Defoe avled här 24 april 1731.